# Polypedates pseudotilophus
Espèce
Polypedates pseudotilophus est une espèce d'amphibiens de la famille des Rhacophoridae.

## Répartition
Cette espèce est endémique d'Indonésie. Elle se rencontre sur les îles de Sumatra et de Java.

## Publication originale
- Matsui, Hamidy & Kuraishi, 2014 : A new species of Polypedates from Sumatra, Indonesia (Amphibia: Anura). Species Diversity, vol. 19, p. 1-7.